# Отрицание Холокоста в Великобритании
Отрицание Холокоста в Великобритании — преуменьшение либо отрицание сущности Холокоста в том виде, в котором его описывает общепринятая историография.
Первым отрицателем в Британии был шотландский политик Александр Ратклиф, ещё во время Второй мировой войны заявивший, что немцы не убивали евреев. Идеи Ратклифа и других ультраправых в дальнейшем продвигали Британский национальный фронт, Британская национальная партия во главе с Джоном Тиндалом и Ником Гриффином и «Британское движение» под руководством Колина Джордана. Наиболее известными пропагандистами отрицания Холокоста стали писатели Ричард Вералл (автор популярной книги «Шесть миллионов — потеряны и найдены») и Дэвид Ирвинг (благодаря нашумевшему судебному процессу против историка Деборы Липштадт).
Метанарративом для британских ультраправых является еврейский заговор, который и продолжает оставаться эпистемологическим фильтром, через который проходит объяснение мира. Отрицание Холокоста является одной из частей этой теории заговора. Однако такой подход отвращает британских избирателей и общественное мнение, препятствуя легитимации политиков и организаций, которые поддерживают такую идеологию.

## Зарождение
В первые годы Второй мировой войны запрет Британского союза фашистов и задержание без предъявления обвинений или суда почти 1000 ведущих членов движения в соответствии с Положением об обороне 18B серьёзно подорвали фашизм в в Великобритании. Однако, несмотря на враждебность общественности и давление правительства, фашистское движение выжило и начало восстанавливаться с 1943 года. В первые послевоенные годы многие из основных деятелей межвоенного периода возродили ультраправые организации под разными названиями с разной степенью успеха. Основным препятствием для желающих возродить радикально правую и антисемитскую политику был Холокост. Нацизм был отвергнут из-за его геноцидной природы, выразившейся в убийстве шести миллионов европейских евреев.
Разные лидеры и активисты по-разному отреагировали на новости о нацистской программе уничтожения евреев. Их реакция варьировалась от ужаса и осуждения до отрицания и даже празднования. Историк Марк Хоббс называет отрицание Холокоста этого периода «зачаточным». В этот период информация о геноциде евреев была фрагментарной, неполной и интерпретировалась в рамках антисемитских настроений в обществе и у властей. В период войны британское правительство категорически не желало публичного обсуждения еврейского аспекта нацистских преступлений.
Первым отрицателем Холокоста историки называют Александра Ратклифа, шотландского ультраправого политика. Отвергая сообщения о преследованиях евреев в Германии, он заявил в 1943 году в брошюре «Правда о евреях!», что:

Не зарегистрировано ни одного достоверного случая, чтобы хоть один еврей был убит или незаконно казнён при гитлеровском режиме.
Оригинальный текст (англ.)There is not a single authentic case on record of a single Jew having been massacred or unlawfully put to death under the Hitler regime

Аналогичные материалы Ратклиф публиковал в своей газете «Авангард». В частности в 1945 году были опубликованы две статьи посвященные отрицанию и оправданию нацистских преступлений. Историк Джо Малхолл выделяет два тезиса ставшие впоследствии базовыми для отрицателей Холокоста. Во-первых, зверства совершали не немцы, а союзники, а во-вторых Ратклиф ссылался на ложные истории о немецких зверствах Первой мировой войны. Даже после публикации фотографий узников концлагерей Ратклиф, не отрицая уже очевидных зверств, перекладывал вину за страдания жертв нацистов на союзников. После войны он отрицал доказательную ценность материалов, представленных на Нюрнбергском процессе, в частности, потому, что в расследовании нацистских преступлений участвовали евреи. Концентрационные лагеря согласно Ратклифу, были «изобретением еврейского ума», а кинохроника из Берген-Бельзена и других лагерей «фальсифицирована в еврейских киностудиях». Сам Нюрнбергский процесс он называл «зловещей резнёй», устроенной союзниками.

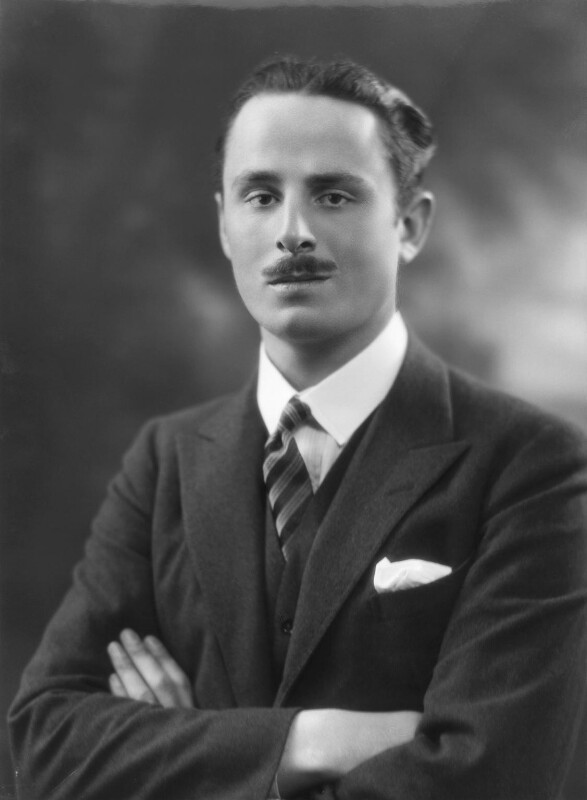
Освальд Мосли — британский фашист и один из первых отрицателей Холокоста

Историк Колин Холмс назвал Ратклифа «пионером-ревизионистом». Исследователь британского фашизма Джо Малхолл считал, что таким же образом можно обозначить герцога Бедфордского, Артура Честертона, Джона Фуллера и других крайне правых британцев. Освальд Мосли раскритиковал Нюрнбергский процесс как «зоопарк и пип-шоу для злорадства во имя всего, что есть низшего в человеке или животном». Реакция Мосли на Холокост заключалась в том, чтобы сначала отрицать программу уничтожения нацистов и наличие приказов Гитлера о геноциде, а затем возложить вину за любые совершенные преступления на союзников или самих евреев. Одним из ранних отрицателей историки называют также английского писателя и журналиста Дугласа Рида. Однако в дальнейшей политике британских ультраправых большую роль сыграли взгляды фанатичного нациста и антисемита Арнольда Лиза. Это повлияло также и на политику в отношении отрицания Холокоста.
Эта точка зрения была настолько непопулярна в послевоенной Британии, что прямое отрицание Холокоста было препятствием для политической легитимности и основным фактором политической изоляции крайне правых.

## Джон Тиндал и «Национальный фронт»
Попытки выйти из этого политического тупика начались в конце 1960-х годов. В частности, на учредительном собрании «Национального фронта» в 1967 году, Артур Черстертон отметил, что лозунги о «грязных евреях и грязных неграх» непродуктивны и играют на руку врагам. Информация об «окончательном решении» и судьбе европейских евреев была уже хорошо известна британской общественности. Поэтому отрицателям было необходимо использовать более мягкую аргументацию с псевдонаучным оформлением.
Ключевой фигурой в поддержке пропаганды отрицания Холокоста в «Национальном фронте» стал Джон Тиндал. Он получил пост лидера в 1972 году и оставался на нём до 1980 года, за исключением двухлетнего периода. Тиндал в качестве партийного пропагандиста поддерживал Ричарда Вералла — интеллектуала со степенью Лондонского университета, сторонника теории заговора. В 1974 году Вералл под псевдонимом Ричард Харвуд опубликовал свою известную книгу «Действительно ли умерло шесть миллионов?» (на русском языке она вышла под названием «Шесть миллионов — потеряны и найдены»). В 1976 году Тиндал назначил Вералла редактором партийного журнала Spearhead.
Харвуд был представлен якобы как академический учёный, книга была оформлена как научная работа — структурно, с библиографией, наличием сносок и тому подобным. Таким способом британские отрицатели попытались придать внешнюю достоверность своим взглядам, а в дальнейшем легитимизировать наличие еврейского заговора. Книга не оказала положительного влияния на востребованность «Народного фронта» в политике, но сама по себе стала важным явлением в истории отрицания Холокоста и повлияла на множество других событий (например, суд в Канаде над её издателем Эрнстом Цюнделем). Тем не менее, эта книга и серия связанных с ней публикаций частично ответили на запрос британских ультраправых: теперь пропаганда «Народного фронта» могла ссылаться на «научные» исследования и «исторические» тексты, которые поддерживали их утверждения, несмотря на их фальшивые основания.
Частичную легитимацию тематики отрицания Холокоста продолжил сам Тиндал в книге Eleventh Hour: Call for British Rebirth в 1988 году. В этой книге он, среди прочего, написал:

Сегодня растет школа историков, которые фактически оспаривают точность утверждения о том, что у немецких нацистов когда-либо была какая-либо запланированная программа уничтожения, и выдвигают встречное утверждение, что высокий уровень смертности в концентрационных лагерях был вызван в основном болезнями, голодом и недостатком продовольствия и медикаментов, который был общим для Германии в то время, и которому в значительной степени способствовали бомбардировки союзников.

Под «растущей школой историков» Тиндал при этом понимал отрицателей Холокоста, а его тезисы были в дальнейшем стандартным аргументом отрицателей. Дополнительным важным замечанием Тиндала является утверждение, что даже если бы преследование евреев было правдой, то проблема Холокоста «не должна нас здесь касаться». Таким способом Тиндал пытался исключить Холокост из обсуждения расистской повестки, которую продвигал Народный фронт.
Также Тиндал продвигал идею еврейского заговора, в соответствии с которым, по утверждению Тиндала, обсуждения Холокоста и нацизма в Британии были ограничены так же как в Советском Союзе, где историки и авторы якобы боялись писать что-либо, что подвергало бы сомнению геноцид евреев в период Холокоста. По версии Тиндала отрицателя Дэвида Ирвинга внесли в некий международный «сионистский список» за «сомнение в части пропаганды „холокоста“, окружающей Вторую мировую войну». Книга была издана в то время, когда в Германии проходил «Исторический диспут», связанный с попытками переоценки отношения к Холокосту. Тиндал и Вералл, хотя и не были частью этой академической дискуссии, тем не менее стремились воспользоваться дебатами, происходящими в историографии Холокоста и публичными дебатами о месте Холокоста в общественной жизни как Германии, так и Великобритании. При этом на то время Холокост ещё не был в фокусе общественного внимания в Великобритании, а историк Иегуда Бауэр в 1979 году писал, что в Британии ничего ничего не сделано для увековечивания памяти жертв.

## Ник Гриффин и «Британская национальная партия»

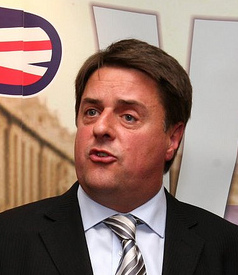
Ник Гриффин

В дальнейшем на фоне растущего поворота к публичному увековечиванию и просвещению по поводу Холокоста эта тематика отошла на второй план в пропаганде «Национального фронта», который начали сотрясать внутренние распри. В итоге произошёл раскол, после которого появилась «Британская национальная партия» (БНП) под руководством Тиндала, «Национальный фронт» возглавил Эндрю Броне, а Ричард Вералл был назначен его заместителем.
В период 1987—1990 годы заместитель Тиндала Ричард Эдмондс тиражом 100 000 экземпляром издал и распространил информационную брошюру «Новости Холокоста», в которой Холокост изображался как «миф», используемый евреями для эксплуатации народа и распространил от имени издательства БНП «Центр исторического обзора», из них 30 000 экземпляров разослали еврейским общинам и знаменитостям.
Линию активного отрицания Холокоста и еврейского заговора в БНП поддерживал Ник Гриффин, принявший руководство партией в 1999 году. Книга Гриффина «Кто такие сгибатели разума?» и обновлённое издание книги Вералла «Действительно ли умерли шесть миллионов?» вышли в 1997 году. Гриффин показал себя яростным сторонником отрицания. Во время суда над ним за разжигание расовой ненависти в 1998 году Гриффин заявил: «Я хорошо знаю, что ортодоксальное мнение заключается в том, что шесть миллионов евреев были отравлены газом, кремированы и превращены в абажуры. Ортодоксальное мнение также когда-то утверждало, что мир плоский».
К началу XXI века стало понятно, что твердокаменное упорство в пропаганде отрицания Холокоста приводит к потере голосов на выборах. Как ранее Честертон в 1967 году, Гриффин решил смягчить радикальный образ на более умеренный, но идеологическое ядро партии не должно было меняться. Хотя общая осведомлённость общественности в отношении Холокоста существенно выросла, в том числе благодаря программам образования, поминовения, фильмам типа «Список Шиндлера», общее понимание темы оставалось относительно примитивным, не учитывающим сложные вопросы типа дискуссии между функционалистами и интенционалистами. Пользуясь этим отрицатели представляли свои теории как «другой взгляд» на события. Главной целью их пропаганды стал концлагерь Освенцим, а выдающийся британский отрицатель Дэвид Ирвинг обозначил атаку на Освенцим как самую важную миссию для отрицателей.

## Колин Джордан и «Британское движение»
Ещё одна группа отрицателей группировалась вокруг Колина Джордана, возглавлявшего «Британское движение» (БД). Их идеи остались неизменными со времён Арнольда Лиза и Александра Ратклифа — это были убеждённые национал-социалисты, считавшими, что Гитлер был прав, но был побеждён с помощью еврейского заговора. В национал-социализме Джордан видел средство спасения Великобритании от предполагаемого упадка, вызванного распадом Британской империи. В 2000 году Джордан издал роман-антиутопию Merrie England 2000, в котором описывает воображаемый «белый геноцид», контролируемый «Министерством гармонии». В шестой главе романа, названной «Инсценировка Холокоста» карикатурно изображается мемориализация. Как писал Марк Хоббс, глава «отражала рост мемориализации Холокоста, происходящий в Британии, хотя и через яростно антисемитскую и искажённую призму». Внешне книга выглядела как плагиат книги Джорджа Оруэлла «1984», но с ультраправой идеологической позиции. Как и книга Тиндала The Eleventh Hour эта книга была также попыткой перехватить у евреев ярлык «жертвы». Книга была запрещена британским правительством.
В отличие от боровшихся за получение голосов избирателей Тиндала и Гриффина, Джордан не был ограничен необходимостью учитывать общественное мнение. По мнению Джордана еврейский заговор слишком сильно был внедрён в умы его сограждан, поэтому бороться с ним можно было только революционным путём. Таким образом книга была предназначена для привлечения не только расистского меньшинства, которое боялось «белого геноцида», но и тех, кто будет заниматься террором, убийствами, геноцидом и этническими чистками, которые Джордан считал подходящими средствами. Отрицание Холокоста Джорданом не нуждалось в псевдоакадемическом прикрытии, оно было грубое и открытое с расчётом на единомышленников, которые не испытывали бы угрызений совести по поводу насилия и терроризма.
Одним из соратников Джордана был Майкл Маклафлин. Маклафлин стал лидером БД в 1975 году после того, как Джордан ушёл в отставку и оставался его главой до 1983 года. Его вкладом в отрицание Холокоста стала опубликованная в 1979 году брошюра «Для тех, кто не может говорить», написанная в русле возрождения нацизма и была более «яростно расистской и антисемитской», чем работы Вералла.

## Лондонский форум
Помимо «Британского движения» в 2011 году была создана подпольная организация под названием «Лондонский форум» со штаб-квартирой в Лондоне и региональными отделениями по всей стране. Группа объединила неонацистов, отрицателей Холокоста, антисемитов, бывших активистов «Британской национальной партии» и «Национального фронта», а также основателя запрещенной террористической организации National Action.

## Дэвид Ирвинг

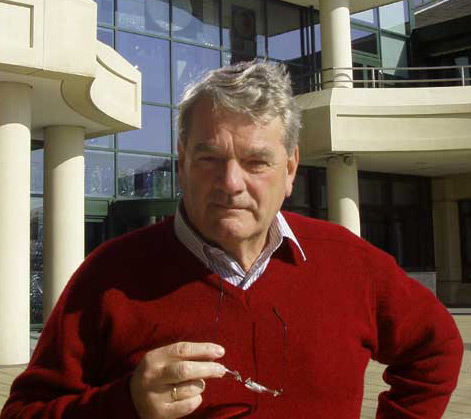
Дэвид Ирвинг

С 2000 года Дэвид Ирвинг стал самым известным британским отрицателем в результате нашумевшего судебного процесса по делу «Ирвинг против Липштадт и Penguin Books», а также арестов и тюремного заключения за отрицание в европейских судах. В ультраправую деятельность Ирвинг был вовлечён ещё со студенческих лет, когда редактировал студенческий журнал Phoenix и помогал Освальду Мосли. В начале 1960-х годов Ирвинг много общался с нацистским коллаборантом и антисемитом Генри Уиксом, другом и сокамерником Арнольда Лиза. Убеждения Уикса о еврейском заговоре оказали большое влияние на Ирвинга.
Взгляды Ирвинга на Холокост менялись с течением времени. Изначально он утверждал, что евреи были истреблены, но Гитлер ничего не знал о геноциде. В конце 1980-х годов после публикации отчёта Лейхтера он поменял утверждения на полное отрицание Холокоста. Вердикт суда на процессе по иску Ирвинга против историка Деборы Липштадт установил, что Ирвинг неоднократно делал заявления с целью преуменьшить масштабы Холокоста. По мнению суда, Ирвинг намеренно манипулировал данными и это было вызвано его антисемитизмом. В судебном решении Ирвинг назван антисемитом и расистом, связанным с неонацистскими организациями.
При этом Гриффин пренебрежительно относился к Ирвингу и утверждал, что Ирвинг был слишком «мягким», а настоящий «эксперт» по отрицанию Холокоста именно он, Гриффин. По мнению историка Марка Хоббса именно идеологическая привязанность к отрицанию Холокоста и антисемитскому заговору не давала БНП получить сколько-нибудь заметную поддержку на выборах.

## Исламисты
В Лондоне в 2000 году исламистский проповедник Омар Бакри Мохаммед объявил шесть миллионов жертв Холокоста обманом в интересах сионистов, нацисты убили бы в войне не более 60 000 евреев, повествование о Холокосте полно мифов и лжи.

## Борьба с отрицанием

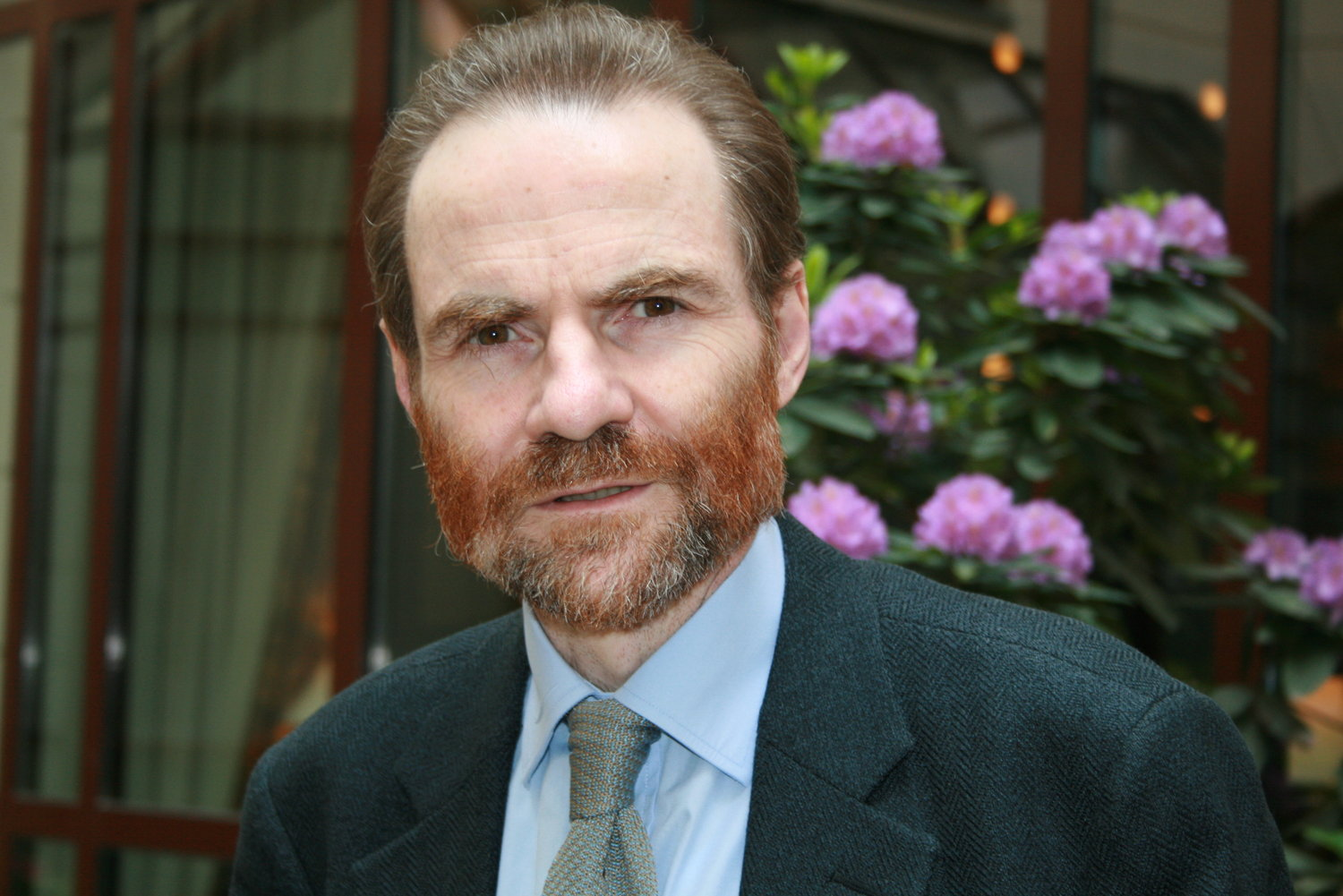
Британский историк Тимоти Гартон Эш считает, что бороться с отрицанием Холокоста следует в СМИ и сфере образования

Отрицание Холокоста не является уголовным преступлением в Великобритании. Как полагает британский историк Тимоти Гартон Эш, «с отрицанием Холокоста надо бороться в наших школах, университетах и СМИ, а не в полицейских участках и судах».
По сообщению антирасистской группы Hope Not Hate крупные британские книготорговые компании удаляют расистские и отрицающие Холокост книги со своих сайтов
В опросе, проведённом в январе 2019 года, пять процентов опрошенных британцев (экстраполировано до 2,6 миллиона) заявили, что Холокоста не было
.